# Hamburg, Arkansas
Hamburg är en stad i Ashley County i delstaten Arkansas i USA. Orten grundades 1849 som huvudort, två månader efter att countyt hade grundats.

## Kända personer från Hamburg
- Scottie Pippen, basketspelare